# Rebild Spillemændene
Rebild Spillemændene eller Rebild Spillemandslaug startede sammen med Spillemandsmuseet i Rebild i begyndelsen af 1950’erne. En meget vigtig person ved oprettelsen af museet var ildsjælen og spillemanden Evald Thomsen (1913-1993). I starten af 1940’erne satte han sig for at indsamle melodier, gamle noder og instrumenter rundt omkring i Himmerland og Vendsyssel. Han havde allerede som barn fået folkemusikken ind under huden, og han forstod hurtigt de mange kvaliteter, der lå gemt i den traditionelle, danske spillemandsmusik. Det lå ham meget på sinde, at musikken blev brugt – var levende. Derfor iværksatte han i slutningen af 1940’erne musikaftener i Skørping og oprettede ”Himmerlandsforeningen”. Og så i 1951 var Evald Thomsen sammen med Emil Blicher fra Gravlev primus motor i oprettelsen af Spillemandsmuseet, hvor den første bestyrelse med frivillige kræfter selv byggede museet. Efter mange års glemsel havde den folkelige musik igen fået et samlingssted, – og et spillemandslaug var skabt: ”Rebild Spillemandslaug” eller i folkemunde ”Rebild Spillemændene”.
Det var spillemænd som Niels Jørgensen, Suldrup – Jens Lassen, Astrup – Niels Søgaard, Støvring – Justesen, Skørping – Kræn Degn, Jerslev – Kaiser, Sæby og mange andre, der kom for at pleje og viderebringe de gamle musiktraditioner. Også spillemandsslægten Trads fra Haverslev fik allerede fra begyndelsen stor indflydelse på traditionerne i lauget. Af fem brødre blev det især Otto Trads (1905-1989), der kom til at sætte sit præg på Rebild Spillemændene. Han var i adskillige år leder af orkestret og havde en stor evne til at inspirere og dele sin families musik med andre.
I starten af 1970’erne fik lauget en tilgang af rutinerede balmusikere, og man delte lauget op i fire, mindre grupper. Disse fire grupper har som ligeværdige grupper eksisteret side om side, og med respekt for traditionerne er der løbende sket en udskiftning af medlemmer, efterhånden som de gamle spillemænd er gået bort.
Godt hjulpet af ”folkemusikbølgen”, blev Rebild Spillemændene i 70’erne for alvor landskendte. Det blev til adskillige optrædener i landsdækkende TV og radio, og Spillemændene turnerede rundt i hele Danmark. Man gav folk en oplevelse af en svunden tid, og man opdagede endnu engang, at et stykke historie, man troede var glemt, fungerede i bedste velgående. Igennem årene har Rebild Spillemændene leveret underholdningen og musikken til mange begivenheder. Det er blevet til adskillige udlandsrejser, og tit har spillemændene været i følgeskab med folkedansere fra Rebildkvadrillen, som er den faste folkedansertrup på Spillemandsmuseet. Der er stadig tit bud efter Rebild Spillemændene, og i dag spænder Laugets repertoire meget bredt. Det er dog først og fremmest museets ”Søndagsdans”, der er grundlaget og fundamentet for laugets virke, og de fire grupper spiller på skift til ”Gammeldans” på Spillemandsmuseet hver søndag eftermiddag hele året rundt, hvor alle interesserede er velkomne.
Rebild Spillemændene har i årenes løb udgivet adskillige bånd og plader. På alle indspilningerne findes en masse glad spillemandsmusik, og man møder et spændende billede af den traditionelle folkemusik i Himmerland. Det er folkemusik i bevægelse, der ”swinger”, fyldt med stor spilleglæde og især kendetegnet ved sin brugbarhed til dans.

## Spillemandsmuseet
Rebildspillemændene er ubrydeligt knyttet til Rebild Spillemandsmuseum. Museet har nu i næsten 60 år været samlingssted for traditionsbærerne blandt de himmerlandske spillemænd. Området omkring Rold skov med de mange sagn og historier har en næsten magisk tiltrækning på folk, og stedet har lige siden starten været en uvurderlig inspirationskilde for de udøvende spillemænd.
Igennem årene er der efterhånden blevet opbygget en stor samling af materialer, der belyser Rold Skov-områdets kulturhistorie igennem tiden. Museet indeholder bl.a. arkiv med nodebøger, lydbånd, fotos, optegnelser m.v., indsamlet i Nordjylland. Der findes en fin udstilling af gamle musikinstrumenter. I dag udfylder museet med sine kulturhistoriske samlinger en meget aktiv rolle i lokalsamfundet og har i årets løb mange aktiviteter til bevarelse og formidling af den lokale folkekultur.

## Ekstern henvisning
- Rebild Spillemændene